# Purnuszki (gmina Rzesza)
Purnuszki (lit. Purnuškės; hist.: pol. Purniszki, lit. Didieji Purnuškiai) – wieś na Litwie, w okręgu wileńskim, w rejonie wileńskim, w gminie Rzesza.
W niektórych opracowaniach błędnie podawane jest, że w Purnuszkach znajduje się jeden z punktów uważanych za środek Europy. W rzeczywistości miejsce to położone jest w pobliskiej Girii.

## Historia
W XIX i w początkach XX w. położone były w Rosji, w guberni wileńskiej, w powiecie wileńskim, w gminie Rzesza. Po I wojnie światowej pod administracją polską, w Zarządzie Cywilnym Ziem Wschodnich. W latach 1920–1922 w składzie Litwy Środkowej.
Od 11 kwietnia 1922 leżały w Polsce, w województwie wileńskim, w powiecie wileńsko-trockim, do 1 kwietnia 1927 w gminie Niemenczyn, następnie w gminie Podbrzezie. W 1931 miejscowość liczyła 138 mieszkańców, zamieszkałych w 28 budynkach.
Po II wojnie światowej w granicach Związku Sowieckiego. Od 1991 na niepodległej Litwie.